# Северная Македония на летних Олимпийских играх 2024

## Квалификация
| № п/п | Вид спорта      | Мужчины        | Мужчины                | Женщины        | Женщины                | Всего          | Всего                  |
| № п/п | Вид спорта      | Завоевано квот | Количество спортсменов | Завоевано квот | Количество спортсменов | Завоевано квот | Количество спортсменов |
| ----- | --------------- | -------------- | ---------------------- | -------------- | ---------------------- | -------------- | ---------------------- |
| 1     | Борьба          | 1              | 1                      |                |                        | 1              | 1                      |
| 2     | Дзюдо           | 1              | 1                      |                |                        | 1              | 1                      |
| 3     | Лёгкая атлетика | 1              | 1                      |                |                        | 1              | 1                      |
| 4     | Плавание        | 1              | 1                      |                |                        | 1              | 1                      |
| 5     | Стрельба        |                |                        | 1              | 1                      | 1              | 1                      |
| 6     | Тхэквондо       |                |                        | 1              | 1                      | 1              | 1                      |
|       | ИТОГО           | 4              | 4                      | 2              | 2                      | 6              | 6                      |

## Состав команды
Борьба
Вольная борьба
1. Владимир Егоров

 Дзюдо
1. Эди Шерифовски[англ.]

 Лёгкая атлетика
1. Дарио Ивановский

 Плавание
1. Никола Гюретанович[англ.]

 Стрельба
1. Анастасия Мойсовска[англ.]

 Тхэквондо
1. Миляна Релики[англ.]

## Борьба
Северная Македония получила одно место в мужской вольной борьбе в результате перераспределения квот.
Вольная борьба
| Спортсмен       | Категория        | 1/8 финала                 | Четвертьфиналы       | Полуфиналы           | Утешит. поединки     | Финал /За 3 место    | Финал /За 3 место    |
| Спортсмен       | Категория        | Соперник Результат         | Соперник Результат   | Соперник Результат   | Соперник Результат   | Соперник Результат   | Место                |
| --------------- | ---------------- | -------------------------- | -------------------- | -------------------- | -------------------- | -------------------- | -------------------- |
| Владимир Егоров | Мужчины до 57 кг | Аман Сехрават (IND) П 0–10 | завершил выступление | завершил выступление | завершил выступление | завершил выступление | завершил выступление |

## Дзюдо
Северная Македония получила одно универсальное место в мужские соревнования.
| Спортсмен      | Категория        | 1/16 финала                | 1/8 финала           | Четвертьфиналы       | Полуфиналы           | Утеш. поединки       | Финал / За 3 место   | Финал / За 3 место   |
| Спортсмен      | Категория        | Соперник Результат         | Соперник Результат   | Соперник Результат   | Соперник Результат   | Соперник Результат   | Соперник Результат   | Место                |
| -------------- | ---------------- | -------------------------- | -------------------- | -------------------- | -------------------- | -------------------- | -------------------- | -------------------- |
| Эди Шерифовски | Мужчины до 81 кг | BRAГильерме Шимидт П 00–11 | завершил выступление | завершил выступление | завершил выступление | завершил выступление | завершил выступление | завершил выступление |

## Легкая атлетика
Северная Македония получила одно универсальное место для участия в мужских легкоатлетических соревнованиях.
Беговые дисциплины
| Спортсмен        | Дисциплина      | Финал     | Финал |
| Спортсмен        | Дисциплина      | Результат | Место |
| ---------------- | --------------- | --------- | ----- |
| Дарио Ивановский | Мужчины марафон | 2:28.15   | 69    |

## Плавание
Северная Македония получила одно универсальное место для участия в олимпийском турнире пловцов.
| Спортсмен          | Дисциплина                  | Заплывы | Заплывы | Полуфиналы           | Полуфиналы           | Финал                | Финал                |
| Спортсмен          | Дисциплина                  | Время   | Место   | Время                | Место                | Время                | Место                |
| ------------------ | --------------------------- | ------- | ------- | -------------------- | -------------------- | -------------------- | -------------------- |
| Никола Гюретанович | Мужчины 400 м вольный стиль | 4.05,38 | 37      | завершил выступление | завершил выступление | завершил выступление | завершил выступление |

## Стрельба
Северная Македония получила одно универсальное место в женской винтовке для участия в олимпийском турнире стрелков.
| Спортсмен           | Дисциплина                                 | Квалификация | Квалификация | Финал                 | Финал                 |
| Спортсмен           | Дисциплина                                 | Баллы        | Место        | Баллы                 | Место                 |
| ------------------- | ------------------------------------------ | ------------ | ------------ | --------------------- | --------------------- |
| Анастасия Мойсовска | Женщины пневматическая винтовка, 10 метров | 625,3        | 31           | завершила выступление | завершила выступление |

## Тхэквондо
Северная Македония получила одно универсальное место в женском турнире.
| Спортсмен     | Дисциплина       | 1/8 финала                           | Четвертьфиналы                  | Полуфиналы            | Утеш. поединки        | Финал/За 3 место      | Финал/За 3 место      |
| Спортсмен     | Дисциплина       | Соперник Результат                   | Соперник Результат              | Соперник Результат    | Соперник Результат    | Соперник Результат    | Место                 |
| ------------- | ---------------- | ------------------------------------ | ------------------------------- | --------------------- | --------------------- | --------------------- | --------------------- |
| Миляна Релики | Женщины до 57 кг | GBRДжейд Джонс В 2–1 (7–6, 4–5, 1–1) | LBNЛетиция Аун П 0–2 (8–9, 6–6) | завершила выступление | завершила выступление | завершила выступление | завершила выступление |